# Маркин, Николай Петрович
Николай Петрович Маркин (1925—1994) — подполковник Советской Армии, участник Великой Отечественной войны, Герой Советского Союза (1945).

## Биография
Николай Маркин родился 7 ноября 1925 года в деревне Александровка Тамбовской губернии. После окончания четырёх классов школы был вынужден пойти работать в колхозе. В феврале 1943 года Маркин был призван на службу в Рабоче-крестьянскую Красную Армию. С того же года — на фронтах Великой Отечественной войны.
К январю 1945 года младший сержант Николай Маркин командовал пулемётным расчётом 117-го стрелкового полка 23-й стрелковой дивизии 61-й армии 1-го Белорусского фронта. Отличился во время освобождения Польши. 14 января 1945 года во время прорыва немецкой обороны с Магнушевского плацдарма он лично подорвал вражеский дзот, мешавший продвижению вперёд. Попав в окружение, он в одиночку уничтожил 12 немецких солдат, прорвавшись к своим.
Указом Президиума Верховного Совета СССР от 24 марта 1945 года младший сержант Николай Маркин был удостоен высокого звания Героя Советского Союза с вручением ордена Ленина и медали «Золотая Звезда».
После окончания войны Маркин продолжил службу в Советской Армии. В 1954 году он окончил Харьковское танковое училище. В 1974 году в звании подполковника Маркин был уволен в запас. Проживал и работал в Бобруйске. Умер 14 ноября 1994 года.
Был также награждён орденом Отечественной войны 1-й степени и рядом медалей.
В честь Маркина названа школа.